# Клара Сегура
Клара Сегура (ісп. Clara Segura; 6 травня 1974, Сан-Жюс-Дасберн, Іспанія) — іспанська акторка театру і кіно. У 1996 році закінчила Театральний інститут Барселони.

## Вибіркова фільмографія
- Море всередині (2004)
- Дуже іспанське кіно (2009)
- 100 метрів (2016)